# 李就案
李就事件發生於2006年的香港。事件揭示食物環境衞生署的執法混亂。
出生於1936年的李就是一名香港小販，自1959年起在深水埗保安道經營小攤檔。2005年8月5日，食物環境衞生署（簡稱食環署）職員到其檔位巡查時，指李就所擺放的木架阻街，並提出票控。案件於2006年3月27日審訊，裁判官指食環署理據不足，判李就無罪。

## 早年
1959年，李就向當時的市政局申請小販經營牌照，在深水埗保安道343號旁邊一條後巷創辦「就記紙料名香」店舖，主要售賣衣紙及香燭，也替人修補鞋子，每天朝九晚七營業。1990年代，李就在街上拾獲一個被人棄置的白色木架，並用作放置香燭，營業時把木架搬到店舖外當眼位置，到晚上離開時才搬回店中。

## 被控阻街
根據2006年3月27日在九龍城裁判法院的聆訊，食環署助理小販管理主任李耀輝在2005年8月5日接到投訴，指李就的攤檔帳篷阻礙行人，故同日下午帶同下屬巡查。李就當時表示帳篷是用作「遮光擋雨」，李耀輝只以口頭警告了事。對於木架李耀輝則認為阻礙行人及汽車，故欲即時票控，李就當時情緒激動，拒絕出示身份證及小販牌照。
李就在答辯時指出，木架是1990年代在附近一家香燭店結業後檢拾，一直放在攤檔外，每月均有食環署人員巡查，並指李耀輝在控告前曾到攤檔至少四次，但從未作出檢控。他指當時食環署職員擬控告他搭建帳篷阻街。到了2005年11月，李就收到傳票，指他於同年8月5日在其攤檔外放置長1.2米、深0.4米的白色木架，對行人及汽車可能造成阻礙，當局於是引用《香港法例》第132章《公眾衛生及市政條例》控以「在公眾地方造成阻礙」（俗稱「阻街」）罪名。當李就收到控方證人供詞後，認為與事實不符，否認控罪。後來香港社區組織協會社區組織幹事王智源得悉此事，代為邀請大律師馬浩輝義務協助，並象徵式收取兩元的律師費。
案件主控官指出，若途人貼牆而行，會被涉案木架阻礙。不過，當辯方律師馬浩輝盤問李耀輝在案發前是否已看見涉案木架，李耀輝不置可否。馬浩輝在結案陳詞時指出，食環署職員作「選擇性」紀錄，亦沒記錄與被告的談話內容，而該街道人流較少，除非行人貼牆而行，否則木架未對行人造成阻礙，加上被告是持牌小販，享有《基本法》中賦予的營商自由。
暫委特委裁判官陳敏儀在裁決時指出，雖然控方有證據顯示木架越界，但以案發時街上人流情況看來，並不足以證明有途人被阻，由於案件存有疑點，故裁定被告李就阻街罪名不成立。（案件編號：KCS 28543/2005）
港九新界販商社團聯合會主席林季昌認為經營者及檢控者均要依法辦事，不可無理檢控。有食環署人員表示，法例沒有規定署方必須事先口頭警告才能票控，但在一般情況下，都會先口頭警告，無效後才發出傳票。王智源指出，李就的個案是香港低下階層面對訴訟的冰山一角，由於傳票案件多不會得到法庭當值律師協助，又因為事主通常有一定積蓄，未必符合申請法援資格，往往要親自上庭自辯，結果以裁定有罪居多。該會擬協助無法取得法援的人找尋義務法律代表，約十名律師表示有興趣參與。

## 資料來源
- 經營47年官指食環署舉證有疑點 香燭店主脫阻街罪（明報，2006年3月28日）
- 食環署亂控阻街社區組織伸援手 花兩元律師費小販脫冤案（蘋果日報，2006年3月28日）
- 食環署亂屈又衰一鑊（東方日報，2006年3月28日）
- 亂告阻街食署浪費公帑 香燭檔主脫罪怒斥屈得就屈（太陽報，2006年3月28日）
- 七旬小販阻街罪脫 影響「貼牆而行」 食署「靠估」票控（成報，2006年3月28日）
- 「舒服晒裁決好公平」香燭小販被控阻街脫罪（星島日報，2006年3月28日）
- 忽控貨架阻街 40載補鞋翁脫罪（文匯報，2006年3月28日）
- 小販擺檔40年 遭控阻街脫罪（頭條日報，2006年3月28日）